# Il'ja Michajlovič Frank
Il'ja Michajlovič Frank (cir. russo Илья́ Миха́йлович Франк; San Pietroburgo, 23 ottobre 1908 – Mosca, 22 giugno 1990) è stato un fisico sovietico.
Ricevette il premio Nobel per la Fisica grazie al lavoro teorico svolto assieme al collega Igor' Evgen'evič Tamm nel 1937 a seguito della scoperta, avvenuta nel 1934 da parte di Pavel Alekseevič Čerenkov, del cosiddetto effetto Čerenkov. I tre condivisero il riconoscimento nel 1958.